# Quận của tỉnh Haute-Corse
3 quận của tỉnh Haute-Corse gồm:
1. Quận Bastia, (tỉnh lỵ của tỉnh Haute-Corse: Bastia) với 16 tổng và 94 xã. Dân số của quận này là 85.717 người năm 1990, 92.640 người năm 1999, tăng trưởng dân số là 8.08%.
2. Quận Corte, (quận lỵ: Corte) với 10 tổng và 109 xã. Dân số của quận này là 29.728 người năm 1990, và 31.088 người năm 1999, tăng trưởng dân số là 4.57%.
3. Quận Calvi, (quận lỵ: Calvi) với 4 tổng và 33 xã. Dân số của quận này là 16.118 người năm 1990, và 17.875 người năm 1999, tăng trưởng dân số là 10.9%.